# Miconia strigosa
Miconia strigosa là một loài thực vật có hoa trong họ Mua. Loài này được (Triana) Wurdack mô tả khoa học đầu tiên năm 1972.